# Rockstar Leeds
Rockstar Leeds is een Brits computerspelontwikkelaar, gesitueerd in Leeds en in 1997 opgericht als Mobius Entertainment. In 2004 werd het bedrijf het overgenomen door Rockstar Games en hernoemd naar Rockstar Leeds.

## Ontwikkelde spellen

### Als Mobius Entertainment
Dit is de lijst van spellen, ontwikkeld tussen 1997 en 2004:
| Release     | Titel                                      | Platform               |
| ----------- | ------------------------------------------ | ---------------------- |
| 2000        | Alfred's Adventure                         | Game Boy Color         |
| 2001        | High Heat Major League Baseball 2002       | Game Boy Advance       |
| 2002        | Alfred Chicken                             | PlayStation            |
| 2002        | High Heat Major League Baseball 2003       | Game Boy Advance       |
| 2002        | Army Men: Turf Wars                        | Game Boy Advance       |
| 2002        | Drome Racers                               | Game Boy Advance       |
| 2003        | Bionicle: The Game                         | Game Boy Advance       |
| 2003        | Barbie Horse Adventures: Wild Horse Rescue | Game Boy Advance       |
| 2003        | American Idol                              | Game Boy Advance       |
| 2003        | Max Payne                                  | Game Boy Advance       |
| 2004        | A Sound of Thunder                         | Game Boy Advance       |
| geannuleerd | Titanium Angels                            | PlayStation 2, Windows |

### Als Rockstar Leeds
| Release | Titel                                  | Platform                                                  | Opmerking |
| ------- | -------------------------------------- | --------------------------------------------------------- | --- |
| 2005    | Midnight Club 3: DUB Edition           | PlayStation Portable                                      | Ontwikkeld met Rockstar San Diego                                                                                                 |
| 2005    | Grand Theft Auto: Liberty City Stories | PlayStation Portable, PlayStation 2                       | Ontwikkeld met Rockstar North |
| 2006    | Grand Theft Auto: Vice City Stories    | PlayStation Portable, PlayStation 2                       | Ontwikkeld met Rockstar North |
| 2007    | Manhunt 2                              | PlayStation Portable                                      | Ontwikkeld met Rockstar London, Rockstar North en Rockstar Toronto                                                                |
| 2007    | The Warriors                           | PlayStation Portable                                      | Ontwikkeld met Rockstar Toronto                                                                                                   |
| 2009    | Grand Theft Auto: Chinatown Wars       | Nintendo DS, PlayStation Portable                         | Ontwikkeld met Rockstar North |
| 2009    | Beaterator                             | iOS, PlayStation 3, PlayStation Portable                  | |
| 2011    | L.A. Noire                             | PlayStation 3, Windows, Xbox 360                          | Ontwikkeld met Team Bondi, Rockstar New England, Rockstar North, Rockstar San Diego.                                              |
| 2012    | Max Payne 3                            | OS X, PlayStation 3, Windows, Xbox 360                    | Ontwikkeld met Rockstar London, Rockstar New England, Rockstar North, Rockstar San Diego, Rockstar Toronto en Rockstar Vancouver. |
| 2013    | Grand Theft Auto V                     | PlayStation 3, PlayStation 4, Windows, Xbox 360, Xbox One | Ontwikkeld met Rockstar London, Rockstar New England, Rockstar North, Rockstar San Diego en Rockstar Toronto.                     |
| 2018    | Red Dead Redemption 2                  | PlayStation 4, Xbox One                                   | Ontwikkeld met Rockstar India, Rockstar London, Rockstar New England, Rockstar North, Rockstar San Diego en Rockstar Toronto.     |